# C/1471 Y1
C/1471 Y1 è una cometa non periodica che poté essere vista ad occhio nudo nel 1471 e nel 1472, quando arrivò al suo perielio, a una distanza di circa 73 milioni di km, ossia circa 0,486 au, dal Sole. A causa della sua eccezionale luminosità, è annoverata tra le "Grandi Comete" ed è spesso indicata come "Grande cometa del 1471" (o del 1472).

## Osservazione
C/1471 Y1 è una delle grandi comete storiche meglio documentate, con ben cinque testi storici provenienti dalla sola Asia e oltre due dozzine di testi europei e musulmani che ne riportano i dettagli. La maggior parte dei resoconti concorda sul fatto che la cometa fu avvistata per la prima volta nel cielo mattutino nella seconda metà di dicembre 1471. Un frammento contenuto nelle cronache inglesi note come The Chronicles of the White Rose of York del 1483 riferisce che C/1471 Y1 fu avvistata per la prima volta "due o tre ore prima dell'alba... quattro giorni prima di Natale". Cronache polacche e russe parlano di un oggetto impressionante scoperto nel cielo a sud-sudest, che assomigliava a  una "grande stella" con un "raggio molto lungo e ampio" che era "disteso come la coda di un grande uccello". Un testo egiziano riporta anche che, a partire da gennaio 1472, la cometa poteva essere vista sia nel cielo serale a ovest che nel cielo mattutino a est.
In Giappone, la cometa è stata vista per la prima volta il 2 gennaio 1472, quando l'ampiezza della sua coda fu stimata in 4-5 gradi d'arco, e continuò a essere visibile perlomeno fino al 10 febbraio. Cronache locali riportano che anche in Cina e nella penisola coreana la cometa fu osservabile dall'inizio di gennaio fino a febbraio, con una coda che, entro il 20 gennaio, potrebbe aver raggiunto una lunghezza di 30°. In particolare, gli osservatori cinesi riferiscono che la cometa "si è allungata nel cielo" ed è apparsa "anche a mezzogiorno" intorno al 22 gennaio. Probabilmente è stato in questo periodo che la cometa ha raggiunto la sua massima magnitudine apparente, il cui valore è stimato pari a -3.
In Italia, dov'era apparsa inizialmente "ad oriente nel primo grado della costellazione della Bilancia", come una "spaventosa cometa", già a metà gennaio la lunghezza della coda della cometa era stata stimata in 36°, e la sua larghezza in 4°, mentre la chioma era  "grande quasi quanto la luna". In quel periodo la cometa fu osservata anche dal matematico tedesco Regiomontano, che stimò l'estensione angolare della lunghezza della coda e della chioma. Poiché aderiva ancora all'opinione aristotelica prevalente secondo cui le comete sono fenomeni dell'atmosfera terrestre, i valori calcolati Regiomontano erano troppo piccoli di diversi ordini di grandezze, tuttavia, il suo trattato De cometae magnitudine, longitudineque, ac de loco eius vero problemata XVI, stampato nel 1531, è la prima descrizione scientifica di una cometa in Europa.
Le osservazioni si sono concluse a metà febbraio e gli studiosi coreani affermano di averla vista per l'ultima volta la sera del 21 febbraio, prima che la cometa superasse il punto più vicino al sole, dopodiché non è stato più possibile osservarla.
Il passaggio della cometa e la sua lunga coda furono associati dall'opinione pubblica del tempo a diversi tipi di disgrazie e atti di guerra. Tra la varie cose, a essa furono ad esempio imputate la pestilenza e la siccità dell'estate successiva ed anche un incendio doloso scoppiato nella città tedesca di Erfurt che danneggiò la maggior parte degli edifici.

## Orbita
Grazie a studi effettuati già da Giovanni Celoria nel 1921 sulle tre osservazioni in dodici giorni svolte da Paolo dal Pozzo Toscanelli e sulla sua descrizione del moto della cometa, è stato possibile determinare solo un'orbita parabolica incerta per la cometa, che si ritiene fosse inclinata di circa 171° rispetto all'eclittica e retrograda. La cometa passò probabilmente dal suo perielio il  1º marzo 1472, quando si trovava a circa 73 milioni di chilometri dal Sole, tra le orbite di Mercurio e Venere.
Nel suo attraversamento del nostro sistema solare, C/1471 Y1 ha avuto incontri eccezionalmente ravvicinati con diversi pianeti, alcuni dei quali hanno influenzato la sua orbita. Così, ad esempio, l'eccentricità orbitale della cometa è stata ridotta di circa 0,001 a causa dei passaggi dei pianeti maggiori, in particolare di Giove. Si ritiene che il suo maggior avvicinamento alla Terra sia avvenuto il 22 gennaio 1472, quando passò a 10,3 milioni di chilometri, circa 0,069 unità astronomiche, dal nostro pianeta, il che la rende una delle 15 comete che si sono avvicinate di più alla Terra in tempi storici.
Di seguito è riportata una tabella con le distanza minime che si ritiene C/1471 Y1 abbia raggiunto da diversi pianeti del nostro sistema solare e le date in cui si ritiene che essa abbia effettuato tali passaggi. Data la già citata incertezza dei dati in nostro possesso, tali valori sono comunque da ritenersi approssimati.
| Data             | Pianeta  | Distanza minima in UA |
| ---------------- | -------- | --------------------- |
| Ottobre 1460     | Nettuno  | 4,9                   |
| Agosto 1467      | Urano    | 5,4                   |
| Marzo 1471       | Giove    | 0,87                  |
| 22 gennaio 1472  | Terra    | 0,069                 |
| 24 gennaio 1472  | Venere   | 0,28                  |
| 25 gennaio 1472  | Marte    | 0,76                  |
| 25 febbraio 1472 | Mercurio | 0,21                  |
| 2 giugno 1472    | Terra    | 1,00                  |
| Giugno 1473      | Giove    | 1,4                   |
| Settembre 1478   | Urano    | 2,2                   |
| Aprile 1482      | Nettuno  | 7,3                   |

Come detto, il passaggio ravvicinato ai pianeti maggiori potrebbe aver modificato l'orbita di C/1471 Y1, tuttavia, a causa dei dati iniziali incerti, non è possibile affermare se l'orbita sia ora definitivamente ellittica e, in caso affermativo, quando la cometa potrebbe tornare nel sistema solare interno. Se la cometa avesse originariamente viaggiato in un'orbita quasi parabolica, il suo periodo orbitale potrebbe ora essere inferiore agli 11 000 anni.